# Ками, Тефта
Тефта Ками (Tefta Cami Cani) — албанский политический деятель, в 1976—1987 гг. министр образования и культуры.
Родилась 15 августа 1940 года в округе Дибра.
Окончила педагогическое училище в Пешкопи (1959), факультет албанского языка и литературы Тиранского университета (1964) и аспирантуру там же (1972). В 1988 году присвоена степень кандидата наук.
Трудовая деятельность:
- 1964—1967 учитель, заместитель директора и директор гимназии имени Демира Гаши в Пешкопи;
- 1967—1969 редактор и заместитель главного редактора газеты Ushtima e Maleve;
- 1969—1970 заведующая женским отделом парткома Албанской партии труда в округе Дибра;
- 1970—1972 секретарь парткома округа Дибра;
- январь 1972 — май 1973 секретарь парткома округа Берат;
- 1973—1976 секретарь парткома округа Дибра;
- 1976 первый секретарь парткома округа № 1 Тираны;
- с 29 апреля 1976 по 20 февраля 1987 года министр образования и культуры Албании;
- 1987—1991 директор Высшей партийной школы имени В. И. Ленина;
- 1993—2006 президент ассоциации и председатель правления художественной средней школы.

Министр образования и культуры в 6-м и 7-м кабинетах Мехмета Шеху, 1-м и 2-м кабинетах Адиля Чарчани.
Депутат Народного собрания с 29 ноября 1970 по 13 ноября 1990 года.
С 1972 г. кандидат в члены, с 1976 года член ЦК Албанской партии труда.
Автор воспоминаний:
- 2008: Doktor Mehdi Cani misionar i mjekësisë shqiptare: kujtime.